# Odynerus lutra
Odynerus lutra är en stekelart som beskrevs av Giordani Soika. Odynerus lutra ingår i släktet lergetingar, och familjen Eumenidae. Inga underarter finns listade i Catalogue of Life.